# Unforgettable (Marcus-&-Martinus-Lied)

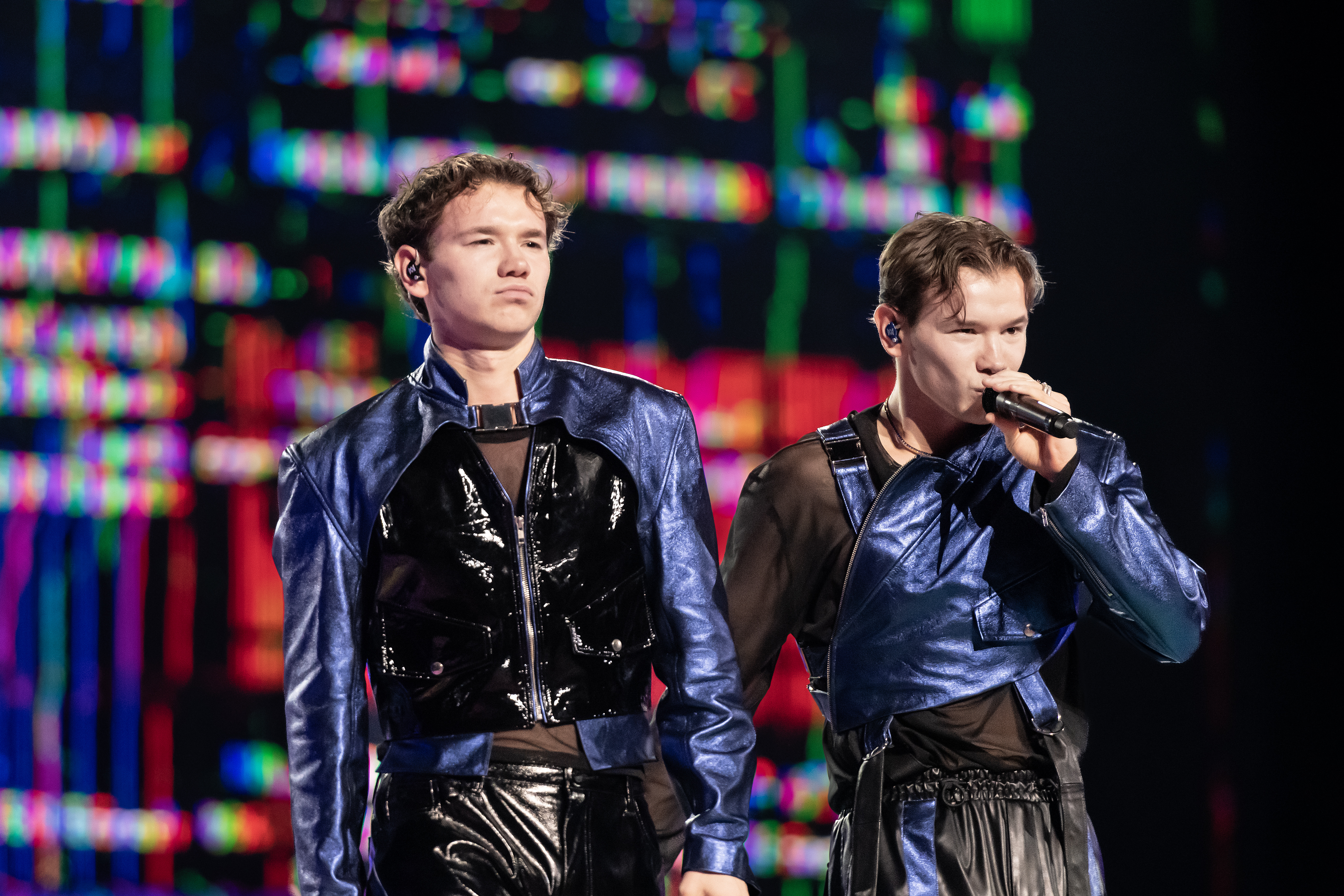
Marcus & Martinus bei den Proben zum Finale des Eurovision Song Contests 2024 in Malmö

Unforgettable ist ein Lied des norwegischen Duos Marcus & Martinus. Mit dem Titel vertraten sie Schweden beim Eurovision Song Contest 2024.

## Hintergrund
Das Lied wurde vom Duo zusammen mit Jimmy „Joker“ Thörnfeldt, Joy Deb und Linnea Deb geschrieben. Es repräsentierte Schweden beim Eurovision Song Contest 2024, nachdem es das Melodifestivalen 2024 gewonnen hatte. Mit 177 Punkten entschied das Duo sowohl das Voting der Jury als auch das des schwedischen Publikums deutlich für sich. Es erreichte bereits vor dem ESC Platz eins der Sverigetopplistan-Charts und wurde Marcus & Martinus’ erster Nummer-eins-Song in Schweden.

## Produktion
Der Elektropop-Titel weist einen dominanten Beat auf, der zwischen Strophe und Refrain kurzzeitig unterbrochen wird. Im Refrain sind kurze instrumentale Parts zu hören, in der Folge wird der aufwendig produzierte Titel durch weitere Elemente wie Hintergrundgesang vielschichtiger. Auch die Performance des Duos ist aufwendig gestaltet und wird etwa durch Tänzerinnen und Kamerafahrten inszeniert.

## Text
Unforgettable handelt von einer geliebten Person, die als „giftig“ und „gefährlich“ dargestellt wird. Sie wird als ein Raubtier beschrieben, die die Beute „auffressen und ausspucken“ wird. Dennoch sind die Protagonisten in ihren Bann gezogen, da sie „unvergesslich“ ist und es sich mit ihr „so gut anfühlt, dass es schmerzt“.

## Eurovision Song Contest
Da Schweden den Eurovision Song Contest 2023 gewonnen hatte, stand das Land direkt im Finale und musste sich nicht über ein Halbfinale qualifizieren. Dem Song wurde der erste Startplatz zugeteilt. Er erreichte mit insgesamt 174 Punkten den neunten Platz. Davon entfielen 125 Punkte auf die Jurys, bei denen der Titel auf dem achten Platz lag, und 49 Punkte auf die Zuschauer, bei denen er den elften Platz belegte.

## Rezeption

### Chartplatzierungen
| ChartsChartplatzierungen | Höchstplatzierung | Wochen |
| ------------------------ | ----------------- | ------ |
| Finnland (IFPI)          | 19 (2 Wo.)        | 2      |
| Norwegen (IFPI)          | 26 (2 Wo.)        | 2      |
| Schweden (GLF)           | 1 (15 Wo.)        | 15     |
| Schweiz (IFPI)           | 40 (2 Wo.)        | 2      |

### Auszeichnungen für Musikverkäufe
| Land/Region     | Auszeichnungen für Musikverkäufe (Land/Region, Auszeichnung, Verkäufe) | Verkäufe |
| --------------- | ---------------------------------------------------------------------- | -------- |
| Schweden (IFPI) | Platin                                                                 | 120.000  |
| Insgesamt       | 1× Platin ·                                                            | 120.000  |